# Villa Mazzone
La villa Mazzone, comunemente detta hotel Mazzone e in passato Grand Hotel Concordia, è un edificio storico di Caltanissetta.

## Storia

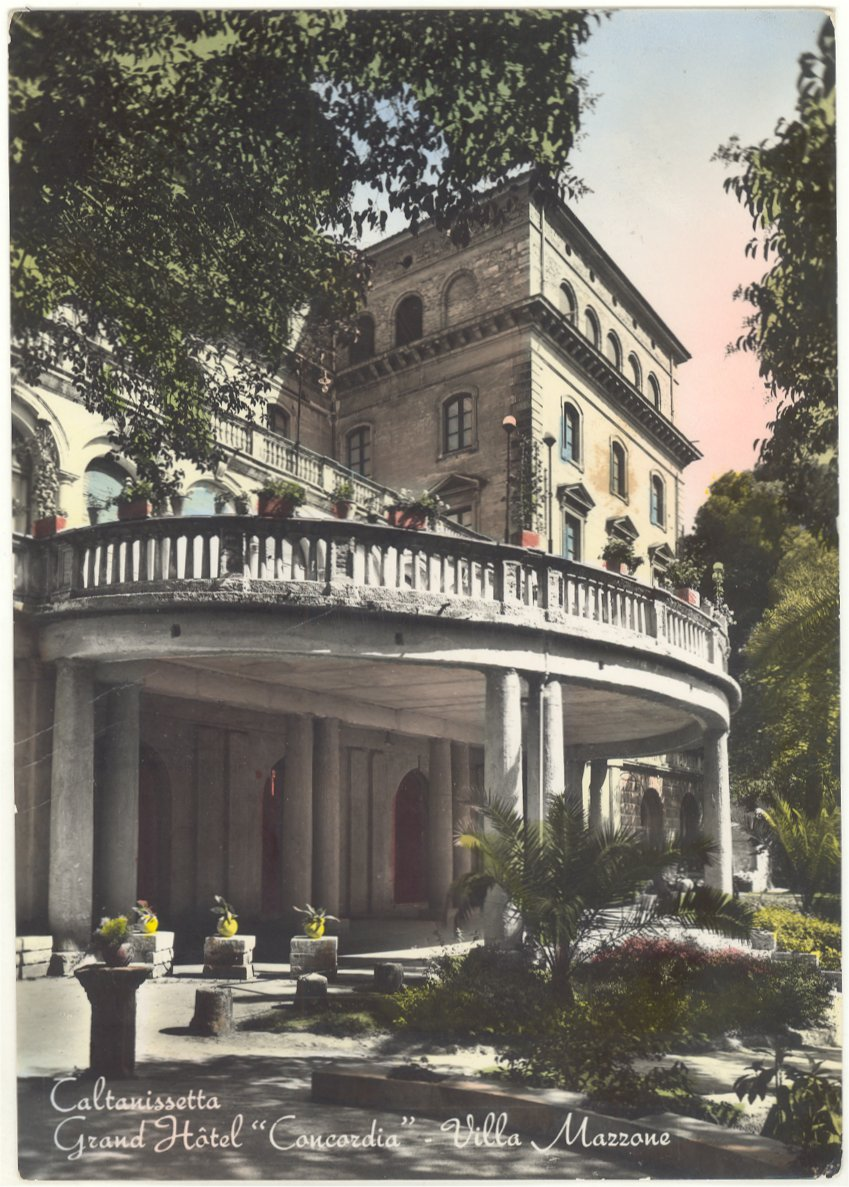
Antica cartolina del Grand Hotel Concordia Villa Mazzone

L'edificio fu pensato nella seconda metà del XIX secolo dai fratelli piemontesi Carlo e Giuseppe Mazzone per dare supporto logistico agli operai e ai tecnici impegnati nella costruzione della linea ferroviaria Palermo-Caltanissetta; il progetto fu redatto nel 1862 dall'ingegnere, anch'esso piemontese, Sebastiano Mottura, fondatore dell'omonima scuola mineraria. La villa nacque per scopi residenziali, ma l'eleganza dell'edificio e la sua comoda posizione, vicina al centro della città e alla stazione ferroviaria, convinsero i fratelli Mazzone a cercarne una diversa destinazione d'uso: a partire dal 1885 fu sede degli uffici del Tribunale, e nel 1897 fu proposta all'allora vescovo di Caltanissetta Ignazio Zuccaro come sede del seminario, ma quest'ultimo tuttavia rifiutò perché erano già in corso le trattative con il Comune per la cessione del terreno dove sorge l'attuale seminario vescovile. Inoltre, durante la costruzione della stazione ferroviaria, la villa ospitò per breve tempo anche gli uffici della direzione delle ferrovie.
All'inizio del XX secolo l'edificio venne sopraelevato e gli stessi proprietari ne fecero un prestigioso albergo dal nome Grand Hotel Concordia, che fu per oltre cinquant'anni luogo di feste, riunioni e banchetti della borghesia nissena.
Dopo un periodo di decadenza, negli anni settanta l'hotel chiuse definitivamente, a causa della crisi economica che colpì la città. Nel 1981 l'ultima erede della famiglia Mazzone, Maria Pia, lasciò l'edificio in eredità alla curia vescovile, che a partire dagli anni novanta ne fece una casa-albergo per anziani intitolata al nonno Carlo Mazzone.

## Descrizione

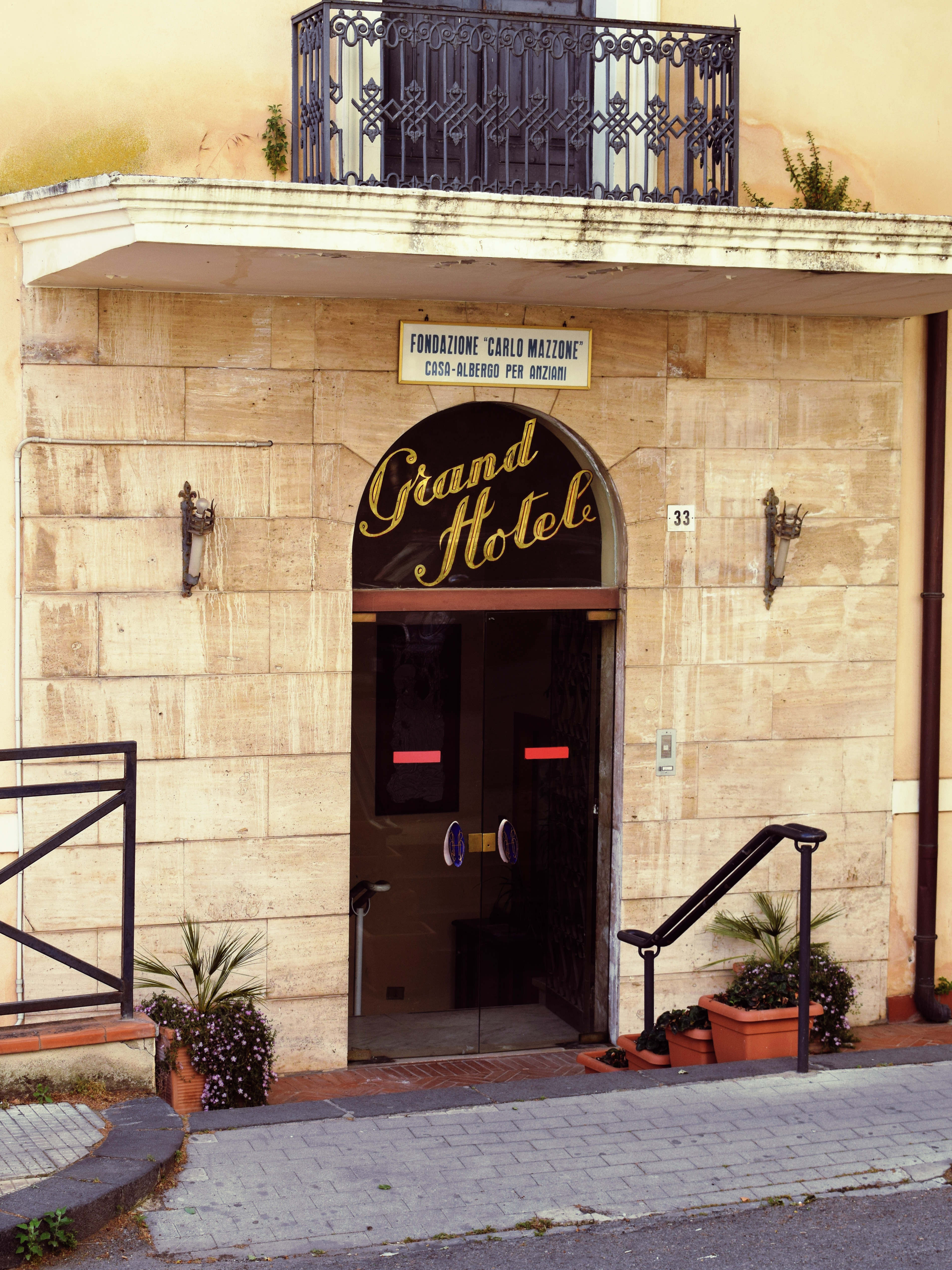
Ingresso su via Francesco Crispi

L'edificio, costituito da quattro elevazioni più due seminterrate, è caratterizzato da un corpo centrale allungato, con due ali laterali, e un giardino. Il fronte principale, su via Francesco Crispi, è semplice e lineare, mentre il lato opposto presenta una balconata semicircolare, realizzata a seguito della demolizione dello scalone esterno, sulla quale si affacciano le aperture del grande salone principale, ancora oggi utilizzato per ricevimenti e rappresentanza. Oltre la balconata si estende il giardino, realizzato su un terreno lievemente digradante, attraversato da alcuni vialetti e una stradella carrabile che conduce al cancello su via Napoleone Colajanni, da cui si raggiunge la stazione centrale, la cui vista dagli anni sessanta è parzialmente occultata a causa della costruzione di un grosso edificio.